# Peter de Gelder
Peter de Gelder is een Nederlands acteur, die bij kinderen bekend is geworden door zijn rol van 'Jacob' in de televisieserie De Club van Sinterklaas. Deze rol speelde hij in de volgende series: Het Blafpoeder (2003), De Brieven van Jacob (2004) en De Streken van Tante Toets (2005).
Ook was hij de voiceover van de Nederlandse versie van de Jellabies.
In 2007 keert Peter terug in De Club van Sinterklaas als Kleurpiet. Deze rol nam hij over van Martijn Oversteegen.
Verder speelde Peter de Gelder in verschillende televisieseries een gastrol. Zo was hij te zien in Goede tijden, slechte tijden en in Onderweg naar Morgen. In 2008 was hij drie keer te zien als reporter in de serie Deadline.

## Filmografie
- Bureau Kruislaan – Dennis (1992)
- Goede tijden, slechte tijden – Harry Jenner (1992)
- Recht voor z'n Raab – Heintje (1993)
- Goede tijden, slechte tijden – Jack Ribbens (1993)
- Onderweg naar Morgen – Bennie Carstens (1994)
- De schaduwlopers – Aangeschoten jongen (1995)
- Windkracht 10 – Luitenant Pronk (1997)
- Unit 13 – Robin (1997)
- Combat – Soldaat (1998)
- De Club van Sinterklaas – Jacob (2003–2005)
- Vuurzee – Portier (2006)
- Voetbalvrouwen – Zakenman (2007)
- De Club van Sinterklaas – Kleurpiet (2007)
- Deadline – Reporter (2008)